# 動物パニック映画
動物パニック映画とは、殺人動物（一般的な動物よりも幅広く捉え、植物や虫、魚、鳥なども含む）に遭遇した人々が逃げたり対峙したりする様子を描いた映画を指す。
日本では、人々がパニックに陥る姿から、パニック映画の一分野のように表記される。一方で、海外では、このような映画を動物や植物などの自然の力が登場人物たちの脅威となり、次々と殺される様を特徴的とするナチュラルホラー（Natural horror）に分類し、ホラー映画のサブジャンルのひとつに挙げている。
1925年に公開された『ロスト・ワールド』以来、映画の中で殺人動物が登場することはあったが、「自然の暴走」を前提とした映画が初めて主流となったのは、1963年に公開されたアルフレッド・ヒッチコック監督の『鳥』と、1975年に公開されたスティーヴン・スピルバーグ監督の『ジョーズ』の2作品であった。『ジョーズ』に続いて、『グリズリー』（1976年）、『ピラニア』（1978年）、『アリゲーター』（1980年）など、類似したストーリーの動物パニック映画が数多く製作された。
名作と言われるものも少なくないが、B級作品として扱われることが多いジャンルである。

## 節足動物
See also the section on insects.

### クモ類
- 世紀の怪物/タランチュラの襲撃 Tarantula!（1955年）
- 吸血原子蜘蛛 Earth vs. the SpiderもしくはThe Spider、Earth vs. the Giant Spider（1958年）
- 巨大クモ軍団の襲撃 Kingdom of the Spiders（1977年; タランチュラ）[1]
- 毒蜘蛛タランチュラ/死霊の群れ（英語版） Tarantulas: The Deadly Cargo（1977年、別題：パニック・オブ・タランチュラ/殺人クモ軍団恐怖の大空輸!）
- アラクノフォビア Arachnophobia（1990年; クモの大群）[4]
- ティックス（英語版） Ticks（1993年; 巨大なダニ）[5]
- スパイダーズ Spiders （2000年; 巨大なクモ）
- スパイダー パニック! Eight Legged Freaks（2002年; 巨大なクモ）[6]
- アイス・スパイダー（英語版） Ice Spiders（2007年）
- MEGA SPIDER メガ・スパイダー（英語版） Big Ass Spider!（2013年; 巨大なクモ）[7]
- ラバランチュラ 全員出動!（英語版） Lavalantula（2015年; 溶岩を吐く、巨大なタランチュラ）[8]

### 甲殻類
- 地獄のシオマネキ 巨大蟹のしたたり Island Claws（1980年）
- 巨大カニ怪獣の襲撃（英語版） Attack of the Crab Monsters（2001年; 巨大な蟹）
- ザ・ベイ The Bay (2012年; 等脚類)[9]
- ビッグ・クラブ・パニック Queen Crab（2015年）

### 三葉虫
- ディープ・フリーズ（英語版） Deep Freeze（2001年; 巨大な三葉虫）

### カブトガニ
- キラーカブトガニ Crabs!（2021年; 放射能で狂暴化したカブトガニの群れ）

## 鳥
- 鳥 The Birds（1963年; 悪質なカモメ、カラス、スズメ、その他の鳥の群れ）[3]
  - 新 鳥（英語版） The Birds II：Land's End（1994年）[10]
- バード・パニック（英語版） Beaks: The Movie（1987年）[1]
- 烏 Kaw（2007年; カラス）[11]
- Birdemic：Shock and Terror（2010年; ミュータント化した鳥） [12]
  - Birdemic 2：The Resurrection（2013年; ミュータント化した鳥） [13]
- アルティメット・プレデター（英語版） Roadkill（2011年; 巨大な怪鳥）

## 魚

### ウナギ
- ディープ・ショック（英語版） Deep Shock（2003年; 太古の巨大電気ウナギ）

### ライギョ
- フランケンフィッシュ（英語版） Frankenfish（2004年; 遺伝子操作された雷魚が凶暴化）
- スネークヘッドテラー（英語版） Snakehead Terror（2004年; 巨大雷魚の群れ）
- 殺人魚獣 ヘビッシュ SnakeHead Swamp（2014年; 遺伝子操作によって巨大化した雷魚）

### ピラニア
- ピラニア Piranha（1978年; 遺伝子組み換えピラニア） [14]
  - 殺人魚フライングキラー　Piranha II: The Spawnig（1982; 変異ピラニア）[15]
  - ピラニア3D　Piranha 3D（2010; 先史時代のピラニア）[16]
  - ピラニア リターンズ　Piranha 3DD（2012; 先史時代のピラニア）[17]
- キラーフィッシュ Killer Fish（1979; 殺人ピラニア）
- ザ・ピラニア/殺戮生命体（英語版） Piranha（1995; キラーピラニア） [18]
- メガ・ピラニア Mega Piranha（2010年; 巨大化したピラニアの群れ）

### サメ
- ジョーズ Jaws（1975年; ホオジロザメ）[19] [20]
  - ジョーズ2 Jaws 2（1978年; ホオジロザメ）[21]
  - ジョーズ3 Jaws 3-D（1983年; ホオジロザメ） [22]
  - ジョーズ'87 復讐篇 Jaws The Revenge（1987年; ホオジロザメ）
- ジョーズ・リターンズ（英語版） Great White（1981年、原題：L'ultimo squalo; ホオジロザメ）[23]
- ディープ・ブラッド/復讐のシャーク（英語版） Deep Blood（1989年、原題：Sangue negli abissi; ホオジロザメ）[24] [25]
- ジョーズ'98/激流篇 Great White（1998年、別題：Jaws 98 ;ホオジロザメ）
- ディープ・ブルー Deep Blue Sea（1999年; 遺伝子操作された大型のアオザメ）[26]
- レッド・ウォーター/サメ地獄 Red Water（2003年; オオメジロザメ）[27]
- オープン・ウォーター Open Water（2003年; カリブ海のサンゴ礁のサメ）[28]
- キラー・シャーク 殺人鮫（英語版） Hammerhead: Shark Frenzy、またはSharkman、Hammerhead（2005年）
- 赤い珊瑚礁 オープン・ウォーター（英語版） The Reef（2010年; ホオジロザメ）[29]
- シャーク・ナイト Shark Night（2011年; さまざまな種類のサメ）[30]
- パニック・マーケット3D（英語版） Bait 3D（2012年; ホオジロザメ2匹）[31]
- シャークネード Sharknado（2013年; 竜巻から出現するさまざまな種類のサメの群れ）[32]
- MEGALODON ザ・メガロドン Megalodon（2018年; 超巨大古代サメ）
- 海底47m 古代マヤの死の迷宮 47 Meters Down: Uncaged（2019; 洞窟に生息するホオジロザメ）[33]
- グレート・ホワイト（英語版） Great White（2021年; ホオジロザメ）[34]

## 昆虫

### アリ
- 黒い絨毯 The Naked Jungle（1954年; グンタイアリ）[1]
- 放射能X Them!（1954年; 巨大な突然変異したアリ）[35]
- フェイズIV 戦慄!昆虫パニック Phase IV（1974年; さまざまな種類の知性を持ったアリ）[1]
- 巨大蟻の帝国 Empire of the Ants（1977年; 突然変異した巨大なアリ）[36]
- キラー・アンツ 蟻/リゾートホテルを襲う人喰い蟻の大群（英語版） It Happened at Lakewood Manor（1977年）[37]
- キラー・アンツ 巨大殺人蟻の襲撃 Glass Trap（2005年; 巨大な蟻）
- エアポート'08（別題：SWARM）Destination: Infestation（2007年; 毒を持つ蟻）
- THEM ゼム（英語版） The Hive（2008年; 知性を持った蟻）
- アンツ・パニック 巨大蟻襲来（英語版） It Came from the Desert（2017年; 巨大な蟻）

### ミツバチ
- 恐怖の昆虫殺人（英語版） The Deadly Bees（1966年）[38]
- 恐怖の殺人蜜蜂（英語版） Killer Bees（1974年、別題：キラービーズ/殺人蜜蜂軍団の支配する町）[39]
- キラー・ビー（英語版） The Savage Bees（1976年）
  - 戦慄の毒蜂軍団 Terror Out Of The Sky（1978年、別題：キラー・ビー2/殺人蜂ミサイルタウン大襲撃）
- スウォーム The Swarm（1978年）[3]
- ザ・キラー・ビーズ（英語版） The Bees（1978年）[40]
- ホーネット（英語版） Deadly Invasion: The Killer Bee Nightmare（1995年）[41]

### ゴキブリ
- 燃える昆虫軍団 Bug（1975年）
- クリープショー Creepshow（1982年; キラーゴキブリ）[42]
- ミミック Mimic（1997年; 進化した人間サイズの遺伝子操作されたゴキブリ）[43]
- アベレーション2（英語版） Bug Buster（1998年）

### 蚊
- スティンガー（英語版） Skeeter（1993年）
- モスキート（英語版） Mosquito（1994年）

### バッタ
- 世界終末の序曲 Beginning of the End（1957年; 巨大なバッタの大群）

### イナゴ
- バイオ・インセクト/人喰いイナゴ軍団（英語版） Locusts: The 8th Plague（2005年）[44]

### カマキリ
- 極地からの怪物 大カマキリの脅威 The Deadly Mantis（1957年）

### スズメバチ
- ファイナルストーム（英語版） Swarmed（2005; 劇薬により凶暴化した殺人スズメバチ）
- スタング 人喰い巨大蜂の襲来（英語版） Stung（2015; 突然変異した、巨大なスズメバチ）[45]

### 寄生虫
- デフロスト（英語版） The Thaw（2009年）

### その他
- 昆虫大戦争（1968年; 人間を狂わせる猛毒と知能をもたされた昆虫の大群）
- STAG スタッグ（英語版） Caved In: Prehistoric Terror（2006; 巨大な甲虫）
- ビッグ・バグズ・パニック Infestation（2009; 突如現れた、クワガタのような巨大な甲虫）
- ストーナー vs. キラーモスキート(ドイツ語版) Kiffer vs. Killer Mosquitos(2018：突然変異したアブ)

## 哺乳類

### コウモリ
- デビルバット（英語版） The Devil Bat（1940年、別題：悪魔の蝙蝠 ;ミュータント化したコウモリ）[46]
- 吸血こうもり/ナイトウィング（英語版） Nightwing（1979年; 吸血コウモリ）[3]
- BATS 蝙蝠地獄（英語版） Bats（1999年; 遺伝子組み換えコウモリ）[47]
  - BATSⅡ 蝙蝠地獄（英語版） Bats: Human Harvest（2007年; 遺伝子操作され生物兵器と化したコウモリ）
- ヴィシャス Fangs（2002年; 異常なコウモリの群れ）

### クマ
- グリズリー Grizzly（1976年; ハイイログマ）[3]
- プロフェシー/恐怖の予言 Prophecy（1979年; 突然変異したクマ）[35]
- グリズリー・レイジ（英語版） Grizzly Rage（2007年; ハイイログマ）[1]
- グリズリー・パーク（英語版） Grizzly Park（2008年）
- Into the Grizzly Maze（2014年; グリズリーベア）[48]
- en:Cocaine Bear（2023年; コカインを吸って狂暴化したクマ）

### イヌ科
- ドッグ（英語版） Dogs（1976年; 飼い犬が突然、殺人犬へと変貌）[49]
- 怒りの群れ The Pack（1977年; 野生の犬）[35]
- クジョー Cujo（1983年; 狂犬病に感染したセント・バーナード）[50]
- ファイナル・デッド The Breed（2006年; 変異した野生の犬）[51]
- フローズン Frozen（2010年; 灰色オオカミ）[1]
- ヴァナルガンド 解かれた封印（英語版） Monsterwolf（2010年; 伝説の巨大狼、別題：モンスター・ウルフ）
- ウルフ・タウン Wolf Town （2011年;狼の群れ）
- The Pack（2015年; 野生の犬）[52]
- ハウンド（英語版） Night of the Wild（2015年; 狂暴化した犬の群れ）

### イルカ
- オルカ Orca（1977年; 殺人クジラ）[3] [35]

### ネコ科
- 赤い野獣 Black Zoo（1963年; ライオンとトラ）[53]
- ヘル・キャッツ/呪われた棲み家（英語版） Strays（1991年、野生の猫）
- サーベルタイガー・パーク/百万年ぶりの餌食 Attack of the Sabretooth（2005年、クローン研究により蘇った猛獣サーベルタイガー）
- ワイルドサヴェージ Maneater（2007年; ベンガルトラ）[1]
- デス・サファリ/サバンナの悪夢（英語版） Prey（2007年; ライオン）
- バーニング・ブライト（英語版） Burning Bright（2010年、虎）[54]
- サファリ Safari（2013年; ライオンの群れ）
- HUNT 餌/ハント・エサ Prey（2017年; 人食いライオン）
- ビースト Beast（2022年; モンスターライオン）

### 豚
- 殺人豚（英語版） Pigs（1973年）[55]
- レイザーバック（英語版） Razorback（1984年; 巨大なイノシシ）[56]
- ピッグ・ハント（英語版） Pig Hunt（2008年; イノシシ）[57]
- 人喰猪、公民館襲撃す！（英語版） Chaw（2009年、原題：차우 ;巨大イノシシ）
- プレデターズ エヴォリューション La traque（2010年; 工業排水の影響で凶暴化した猪の群れ）

### 霊長類
- リンク Link（1986年）
- モンキー・シャイン Monkey Shines（1988年）[58]
- エンパイア・オブ・エイプス Blood Monkey（2007年）[59]

### ネズミ
- ウィラード Willard（1971年）[60]
  - ベン Ben（1972年）[61]
- 巨大ねずみパニック（英語版） Deadly Eyes（1982年; 別題：The Rats）[62]
- スティーヴン・キング/地下室の悪夢（英語版） Graveyard Shift（1990年）[63]
- ウィラード（英語版） Willard（2003年）[64]

### その他
- Night of the Lepus（1972年; 巨大なウサギ）[65]
- ブラックシープ Blacksheep（2006年; 遺伝子操作されたキラーシープ）[7]
- キラー・ナマケモノ（2023年; ナマケモノ）[66]

## 軟体動物

### 腹足類
- スラッグス（英語版） Slugs（1988年; 異常に大きな殺人ブラックナメクジ）[67]

### 頭足類とイカ
- 怪物の花嫁 Bride of the Monster（1955年; 殺人タコ）[68] [69]
- テンタクルズ Tentacles（1977年、原題：Tentacoli ;巨大なタコ）[35]
- ザ・ビースト/巨大イカの逆襲 The Beast（1996年、巨大イカ） TV映画
- オクトパス Octopus（2000年、ミズダコ）[70] [71] [72]
  - オクトパス IN N.Y.（英語版） Octopus 2: River of Fear（2001年）
- クラーケンフィールド HAKAISHIN（英語版） Kraken: Tentacles of the Deep（2006年）TV映画、別題：Deadly Water
- クラーケン (映画)（英語版） Eye of the Beast（2007年）

## 爬虫類

### アリゲーターとクロコダイル
- パニック・アリゲーター/悪魔の棲む沼（英語版） The Great Alligator River（1979年; ワニの神）[73]
- アリゲーター Alligator（1980年; 異常に大きいアメリカアリゲーター）[3]
  - アリゲーター2 Alligator II: The Mutation（1991; 突然変異したアリゲーター）[1]
- モンスター・クロコダイル/聖なる生贄（英語版） Dark Age（1986年; ヌムンワリと呼ばれる巨大なワニの神）[74]
- キラー・クロコダイル Killer Crocodile（1989年; 変異した大型クロコダイル）[75]
  - キラー・クロコダイル/怒りの逆襲 Killer Crocodile II（1990年）
- U.M.A レイク・プラシッド Lake Placid（1999年; 異常に大きなイリエワニ）[76]
  - U.M.A レイク・プラシッド2 Lake Placid 2（2007年）[77]
  - U.M.A レイク・プラシッド3 Lake Placid 3（2010年）[78]
  - U.M.A レイク・プラシッド ファイナル Lake Placid: The Final Chapter（2012年）[79]
  - ジュラシック・クロコダイル 怒りのデス・アイランド（英語版） Lake Placid: Legacy（2018年）
- レプティリア（英語版） Crocodile（2000年; 異常に大きいナイルクロコダイル）[80]
  - クロコダイル2（英語版） Crocodile 2: Death Swamp（2002年）
- クロコダイル（英語版） Blood Surf（2001年; 異様で巨大な巨大なワニ）[81]
- ディノクロコ Dinocroc（2004年; 太古の巨大クロコダイルの化石から抽出したDNAをもとに生み出した巨大クロコダイル）
- ブラック・ウォーター Black Water（2007年; イリエワニ）[53]
  - ブラック・クローラー（英語版） Black Water: Abyss（2020年）
- ラプター（英語版） Croc（2007年; 海水棲息ワニ）[1]
- カニング・キラー/殺戮の沼 Primeval（2007年; ギュスターブ）[82]
- ザ・クロコダイル 人喰いワニ襲来（英語版） Croczilla（2012年）
- 新アリゲーター 新種襲来 Ragin Cajun Redneck Gators（2013年）
- ハングリー・アタック（英語版） The Hatching（2014年）
- マンイーター Rogue（2007年; 巨大なイリエワニ）[83]
- クロール -凶暴領域- Crawl（2019年; 複数のアメリカアリゲーター）[84]
- メガ・クロコダイル 巨鰐（2019年）

### ヘビ
- 恐怖!蛇地獄（英語版） Rattlers（1976年）[85]
- アナコンダ Anaconda（1997年）[86]
  - アナコンダ2 Anacondas: The Hunt for the Blood Orchid（2004年）[87]
  - アナコンダ3 Anaconda III: Offspring（2008年）[88]
  - アナコンダ4 Anacondas: Trail of Blood（2009年）[89]
- スネーク 猛毒の大群（英語版） Silent Predators（1999年; ガラガラヘビ）[1]
- キングコブラ（英語版） King Cobra（1999年; DNA操作で生み出された巨大なコブラ）
- パイソン（英語版） Python（2000年; 巨大なヘビ）
  - パイソン2（英語版） Pythons 2（2002年）
- スネーク・フライト Snakes on a Plane（2006年）[90]
- メガスネーク（英語版） Mega Snake（2007年; 太古の時代の邪悪な蛇）
- アナコンダ・アイランド（英語版） Vipers（2008年; ツノメクサリヘビの大群）
- ザ・スネーク（英語版） Copperhead（2008年）

### その他
- ボア vs パイソン（英語版） Boa vs. Python（2004年; 巨大パイソンと巨大ボアが戦う）
- コモドVSキングコブラ（英語版） Komodo vs. Cobra（2005年; 遺伝子操作されて巨大化したコモドオオトカゲとキングコブラ）
- ダイナクロコ vs スーパーゲイター（英語版） Dinocroc vs. Supergator（2010年; 太古の巨大クロコダイルと現代の巨大クロコダイルが戦う）
- メガ・パイソンVSギガント・ゲイター Mega Python VS. Gatoroid（2011年; 巨大化したヘビとワニが戦う）
- ピラナコンダ（英語版） Piranhaconda（2012年; 頭はピラニアで、胴体はアナコンダの魔物）
- アナコンダ vs. 殺人クロコダイル（英語版） Lake Placid vs. Anaconda（2015年; 『アナコンダ』シリーズと『レイク・プラシッド』シリーズのクロスオーバー作品）

## 植物
- リトル・ショップ・オブ・ホラーズ The Little Shop of Horrors（1960年; 突然変異したハエトリグサ）[91]
- 人類SOS! The Day of the Triffids（1962年; 人間を捕食する植物）[20]
- アタック・オブ・ザ・キラー・トマト Attack of the Killer Tomatoes（1978年; キラートマト）[20]
- パラサイト・バイティング 食人草 The Ruins（2008年; ツタ植物）[92]

## ワーム
- 吸血怪獣ヒルゴンの猛襲（英語版） Attack of the Giant Leeches（1959年、巨大なヒル）[93]
- スクワーム Squirm（1976年、赤虫とゴカイ）[35]
- ブラッド・ビーチ/謎の巨大生物!ギャルまるかじり（英語版） Blood Beach（1982年; 巨大な線虫）[7]
- 恐怖のモンスターパニック 吸血巨大ヒル襲来！ Attack of the Giant Leeches（2008年）

## その他
- ゴジラ（1954年; 放射能汚染されて、巨大化したゴジラサウルス）[94]
- 吸血の群れ Frogs（1972年; さまざまな種類の動物）[95]
- 巨大生物の島 The Food of the Gods（1976年; さまざまな種類の動物）[96]
- アニマル大戦争 Day of the Animals（1977年; さまざまな種類の動物）[3] [35]
- アニマル・パージ Urban Jungle（2016年; さまざまな種類の動物）
- ザ・ビースト（英語版） Primal（2020年）

## 参照
- ディザスター映画のリスト（英語版）
- エコホラー映画のリスト（英語版）
- 巨大モンスターが登場する映画の一覧